# Šegrt Hlapić (album)
Šegrt Hlapić (engl. The Brave Adventures of a Little Shoemaker) naziv je autorskog albuma hrvatske skladateljice i glazbenice Anite Andreis s glazbom iz filma istoimenoga igranog filma. Album je u prosincu 2015. objavila nakladnička kuća Clever Trick Music Publishing.

## Popis glazbenih brojeva
Glazba: Anita Andreis.
| 1.    | »Uvodna tema«                  | Opening Theme                      | 2:52 |
| 2.    | »Majstorica«                   | Master's Wife Theme                | 2:31 |
| 3.    | »U dubini tuge«                | In the Depths of Sadness           | 3:50 |
| 4.    | »Hlapićeva tema«               | Main Theme                         | 3:02 |
| 5.    | »Stari mljekar i magarac«      | Old Milkman and the Donkey         | 2:03 |
| 6.    | »San o Bundašu«                | Dreaming of a dog                  | 2:22 |
| 7.    | »Hlapić ispod zvijezda«        | Alone under the Stars              | 0:57 |
| 8.    | »Prije oluje«                  | Before the Storm                   | 1:34 |
| 9.    | »Crni čovjek«                  | Black Man's Theme                  | 5:04 |
| 10.   | »Hlapić upoznaje Gitu«         | Lapitch Meets Gita                 | 1:13 |
| 11.   | »Srebrnjak«                    | Silver Coin                        | 0:56 |
| 12.   | »Gita na užetu«                | Gita on The Rope                   | 1:48 |
| 13.   | »Hlapićev Tango«               | Lapitch's Tango                    | 1:54 |
| 14.   | »Krijesnice«                   | Fireflies                          | 2:15 |
| 15.   | »Požar u selu«                 | Fire on the Roof                   | 4:20 |
| 16.   | »Čarolija srebrnjaka«          | Silver Coin performs Miracles      | 1:32 |
| 17.   | »Kad ti košara padne na glavu« | When the Basket Falls on Your HEad | 2:01 |
| 18.   | »Princeza na zrnu graška«      | Princes and The Pea                | 3:21 |
| 19.   | »Hlapić i Gita u mraku«        | Children at Night                  | 2:31 |
| 20.   | »Smrt crnog čovjeka«           | Death of The Black Man             | 0:58 |
| 21.   | »Izgubljena kćer«              | Lost Daughter                      | 2:55 |
| 22.   | »Odjavna Tema«                 | End Credits                        | 4:01 |
| 54:01 |                                |                                    |      |

## Vanjske poveznice
- Discogs.com –  Anita Andreis: Šegrt Hlapić - originalna glazba iz filma (engl.)
- Šegrt Hlapić u internetskoj bazi filmova IMDb-a (Film)